# Take a Bow (cântec de Rihanna)
Take a Bow este cel de-al cincilea disc single extras de pe albumul Good Girl Gone Bad, al cântăreței de origine barbadiană Rihanna. Piesa a obținut succes în clasamentele de specialitate, devenind un șlagăr internațional.
Versurile descriu punctul de vedere al unei femei asupra unui bărbat care încearcă să o facă să-l ierte după ce a trădat-o. Sarcastică, îi spune că interpretarea lui a fost „foarte amuzantă”, și să facă o plecăciune, ca și cum ar fi fost pe scenă. Este a doua melodie cu același nume care ajunge pe locul 1 în Billboard Hot 100, după balada Madonnei din 1995. Melodia a fost lansată pe 15 aprilie în Statele Unite, și o lună mai târziu în Europa, exceptând Franța și Italia. În Statele Unite, single-ul a sărit de pe locul 53 pe 1, fiind al doilea cel mai mare salt pe locul 1, după melodia Makes Me Wonder a formației Maroon 5.  Take a Bow a devenit al doilea #1 al Rihannei în Marea Britanie, după Umbrella, debutând pe locul 2 doar cu ajutorul downloadărilor, iar în a doua săptămână atingâng prima poziție.